# Stanisław Kuziński
Stanisław Kuziński (ur. 8 października 1923 w Warszawie, zm. 12 października 2012 tamże) – polski polityk, profesor nauk ekonomicznych, poseł na Sejm PRL II, III, IV, V i VI kadencji.

## Życiorys
Syn Jana i Zofii. W czasie wojny był robotnikiem Urzędu Melioracyjnego w Busku-Zdroju (1940), a następnie pracował dorywczo w Warszawie. Należał do Związku Walki Młodych (od 1943; w latach 1944–1945 odbywał tam kurs szkoleniowy, w latach 1945–1947 pełnił funkcję kierownika ośrodków szkoleniowych, a od 1946 do 1947 zasiadał w zarządzie stołecznym), do Gwardii Ludowej oraz do Armii Ludowej. W czasie wojny był ...używany do ryzykownych misji – jeździł do Berlina, do Aten. Podróżował po okupowanej Europie. Uczestniczył w powstaniu warszawskim jako „Stasiek”. W 1944 został członkiem Polskiej Partii Robotniczej, z którą w 1948 przystąpił do Polskiej Zjednoczonej Partii Robotniczej. W latach 1948–1950 był pracownikiem Instytucie Ekonomiki Rolnej, a następnie (do 1954) aspirantem w Instytucie Nauk Społecznych przy KC PZPR. W latach 1954–1956 pracował jako inspektor w Biurze Sekretariatu Komitetu Centralnego PZPR. W październiku 1956 poparł linię Władysława Gomułki. Między innymi z Leszkiem Goździkiem organizował grupy robotników, które miały ochronić Warszawę przed rozlewem krwi, jak w Budapeszcie w 1956 W latach 1956–1957 pełnił funkcję sekretarza Komitetu Warszawskiego PZPR. Od 1959 do 1964 był zastępcą kierownika Wydziału Ekonomicznego KC PZPR, a w latach 1964–1971 zastępcą członka KC oraz kierownikiem Wydziału Przemysłu Lekkiego, Handlu i Budownictwa KC. W 1971 został członkiem KC oraz Centralnej Komisji Rewizyjnej PZPR. W latach 1971–1972 był kierownikiem Wydziału Ekonomicznego KC PZPR. W latach 1972–1980 pełnił funkcję prezesa Głównego Urzędu Statystycznego (przyczynił się do wprowadzenia systemu REGON). Zasiadał również w Komitecie Statystyki i Ekonomiki Polskiej Akademii Nauk.
W 1957, 1961, 1965, 1969 i 1972 uzyskiwał mandat posła na Sejm PRL. Przez cztery kadencje przewodniczył Komisji Handlu Zagranicznego, zasiadał w niej równie w VI kadencji. Ponadto przez pięć kadencji zasiadał w Komisji Planu Gospodarczego, Budżetu i Finansów, a w trakcie II kadencji zasiadał w Komisji Przemysłu Lekkiego, Rzemiosła i Spółdzielczości Pracy.
Jako profesor nauk ekonomicznych badał procesy ekonomiczne i społeczne a jego najważniejsze publikacje dotyczyły polityki gospodarczej i przemysłowej. Analizował też przemiany zachodzące w PRL oraz m.in. aktualność opracowań Karola Marksa. W ostatnich latach życia pisał eseje do „Przeglądu Socjalistycznego”.
Pochowany na cmentarzu Powązkowskim w Warszawie (kwatera R-6-26/27).

## Odznaczenia i nagrody
- Order Sztandaru Pracy II klasy (1969)[8]
- Krzyż Komandorski Orderu Odrodzenia Polski (1964)[9]
- Krzyż Kawalerski Orderu Odrodzenia Polski (1946)[10]
- Order Krzyża Grunwaldu III klasy
- Srebrny Krzyż Zasługi
- Warszawski Krzyż Powstańczy[11]
- Odznaka 1000-lecia Państwa Polskiego (1966)[12]
- Złota Odznaka honorowa „Za Zasługi dla Warszawy” (1970)[13]
- Nagroda im. Ludwika Waryńskiego (1988) za książkę Polityka gospodarcza. Realia, dylematy, propozycje (PWE, 1987)[14]